# Iglesia de San Juan (Ciliergo)
La Iglesia San Juan de Ciliergo es una iglesia románica situada en Ciliergo, a las afueras de Panes en el concejo asturiano de Peñamellera Baja.

## Historia
La fundación del templo se inicia a finales del siglo XIII. En 1936, durante la guerra civil, la iglesia fue incendiada quedando bastante deteriorada.

## Descripción
Es un templo orientado de este-oeste de planta rectangular de nave única y cabecera cuadrada cubierta con bóveda de cañón. 
En la decoración cabe destacar los capiteles del interior decorados con hojas nervadas y algunos restos escultóricos de la fachada oeste.